# تهمینه درگذنی
تهمینه درگذنی (زاده ۷ فروردین ۱۳۷۵ در تهران) بازیکن تیم ملی والیبال زنان ایران است. وی سابقه قهرمانی در تیم‌های گاز تهران ٫ بانک سرمایه و پیکان تهران در لیگ برتر ایران را دارد.

## افتخارات ورزشی
لیگ برتر والیبال کشور:
- نایب قهرمانی: لیگ ۱۳۹۷ (پیکان تهران)،[۶][۷][۸] لیگ ۱۳۹۵ (بانک سرمایه)[۱۰][۱۱]